# Viliam Vidumský
Viliam Vidumský (15 febbraio 1965) è un ex calciatore slovacco, di ruolo difensore.